# Мальцев Михайло Митрофанович
Михайло Митрофанович Мальцев (23 листопада 1904, станція Микитівка Південної залізниці Бахмутського повіту Катеринославської губернії, тепер у складі міста Горлівки Донецької області — 25 квітня 1982, місто Москва, тепер Російська Федерація) — радянський діяч органів державної безпеки, начальник комбінату «Воркутавугілля», генеральний директор державного акціонерного товариства кольорової металургії «Вісмут» Головного управління радянського майна за кордоном, генерал-майор. Герой Соціалістичної Праці (29.10.1949). Депутат Верховної ради СРСР 2-го скликання.

## Біографія
Народився в родині машиніста залізниці. З 1914 до 1918 року навчався в двокласному залізничному училищі. Працював на ртутному руднику.
У лютому 1918 року, не закінчивши залізничного училища, добровільно вступив до Бахмутського партизанського загону Кабанова, що в березні 1919 року влився в регулярні частини Червоної армії.
У березні 1919 — червні 1920 року — помічник начальника командної розвідки 81-го стрілецького полку 9-ї стрілецької дивізії Південного фронту. Брав участь у боях проти Денікіна та Врангеля, за бойові заслуги був нагороджений іменною зброєю (наганом) та Почесною грамотою Реввійськради республіки.
У червні 1920 — листопаді 1921 року — начальник кінної розвідки 1-го кавалерійського полку 9-ї стрілецької дивізії в Тифлісі, Батумі та Поті.
У листопаді 1921 — липні 1922 року — слухач кавалерійських курсів середнього командного складу РСЧА в Тифлісі.
Після демобілізації, з липня 1922 до вересня 1924 року — електрослюсар паровозного депо станції Черкаси Південної залізниці.
У вересні 1924 — вересні 1925 року — слухач радпартшколи в місті Києві.
Член РКП(б) з липня 1925 року.
У вересні 1925 — вересні 1926 року — секретар Таганчанського районного комітету комсомолу (ЛКСМУ) Черкаського округу.
У вересні 1926 — липні 1927 року — секретар Златопільського районного комітету ЛКСМУ Черкаського округу.
У липні 1927 — серпні 1928 року — секретар Золотоноського районного комітету ЛКСМУ Черкаського округу.
У серпні 1928 — червні 1929 року — завідувач організаційного відділу, секретар Черкаського окружного комітету ЛКСМУ.
У червні 1929 — вересні 1930 року — секретар партколективу Черкаського цукрорафінадного заводу.
У вересні 1930 — вересні 1932 року — студент Енергетичного інституту Дніпробуду, закінчив два курси. Працював на будівництві Дніпровської ГЕС.
У вересні 1932 — травні 1935 року — студент Індустріального інституту в місті Новочеркаську.
У травні — вересні 1935 року — інженер електромонтажних робіт Волгобуду в місті Ярославлі.
У вересні 1935 — березні 1940 року — начальник відділу, заступник начальника сектора Волгобуду НКВС СРСР у місті Рибінську.
21 березня — 26 вересня 1940 року — головний механік Волгобуду НКВС СРСР. 26 вересня 1940 — 26 квітня 1941 року — помічник головного інженера і головний механік Волгобуду НКВС СРСР.
26 квітня — 31 липня 1941 року — начальник виправно-трудового табору і будівництва Верхньоокського гідровузла НКВС у місті Калузі.
31 липня — 23 серпня 1941 року — начальник 9-го будівельного управління Головгідробуду НКВС у місті Брянську.
23 серпня — 14 вересня 1941 року — начальник 51-го польового будівництва Головного управління оборонних робіт НКВС.
14 вересня — 20 вересня 1941 року — начальник оборонного будівництва Брянського напрямку.
З 20 вересня 1941 року — начальник 10-го будівельного управління Головного управління оборонних робіт НКВС.
13 листопада 1941 — березень 1942 року — командувач 10-ї саперної армії РСЧА Північно-Кавказького військового округу.
У березні — квітні 1942 року — начальник 5-го управління оборонного будівництва Головного управління оборонних робіт НКВС у місті Ростові-на-Дону.
У квітні 1942 — березні 1943 року — начальник 24-го управління оборонного будівництва на Сталінградському, Донському, Південно-Західному фронтах.
17 березня 1943 — 8 січня 1947 року — начальник Воркуто-Печорського управління виправно-трудових таборів і будівництва НКВС СРСР. Керував будівництвом залізниці Котлас-Воркута, шахтним будівництвом, організацією інфраструктури нового міста — Воркути.
Одночасно, 9 березня 1944 — 8 січня 1947 року — начальник комбінату «Воркутавугілля» НКВС (МВС) СРСР.
У вересні 1946 — червні 1951 року — начальник Саксонського гірничого управління Першого Головного управління при РМ СРСР в окупованій Німеччині (начальник військової частини 27304).
З 10 травня 1947 до червня 1951 року — генеральний директор радянського державного акціонерного товариства кольорової металургії «Вісмут» Головного управління радянського майна за кордоном при РМ СРСР (в окупованій Німеччині).
29 жовтня 1949 року «закритим» Указом Президії Верховної Ради СРСР «за виняткові заслуги перед державою при виконанні спеціального завдання» (участь в атомному проекті) генерал-майору Мальцеву Михайлу Митрофановичу присвоєно звання Героя Соціалістичної Праці з врученням ордена Леніна та золотої медалі.
12 червня 1951 — 5 липня 1953 року — начальник управління виправно-трудових таборів і будівництва № 565 МВС СРСР. Займався створенням системи протиповітряної оборони Москви.
Одночасно, 9 липня 1951 — 18 березня 1953 року — заступник начальника Головпромбуду МВС СРСР.
9 липня 1953 — 21 травня 1954 року — начальник Головного управління спеціального будівництва і військово-будівельних частин (Головспецбуду) Міністерства середнього машинобудування СРСР.
21 травня — 29 листопада 1954 року — начальник Головного управління спеціального будівництва і військово-будівельних частин МВС СРСР.
8 березня 1955 року виключений зі списків особового складу МВС з відрядженням у Міністерство оборони СРСР.
У травні 1955 — грудні 1960 року — заступник начальника 9-го управління Міністерства оборони СРСР.
У грудні 1960 — травні 1964 року — начальник Центрального управління матеріальних фондів (ресурсів) та зовнішньоекономічних зв'язків Міністерства оборони СРСР.
З квітня 1964 року перебував на пенсії, пенсіонер союзного значення в Москві.
У травні 1964 — жовтні 1965 року — начальник інспекції при Державному виробничому комітеті із енергетики та електрифікації СРСР.
У жовтні 1965 — травні 1971 року — начальник інспекції при Міністерстві енергетики та електрифікації СРСР.
У травні 1971 — серпні 1977 року — старший інженер-інспектор інспекції при Міністерстві енергетики та електрифікації СРСР.
У вересні 1977 — березні 1978 року — начальник секретаріату інституту «Гідропроєкт» у Москві.
У березні 1978 — 25 квітня 1982 року — начальник відділення, завідувач групи науково-дослідного сектора інституту «Гідропроєкт» у Москві.
Помер 25 квітня 1982 року в Москві.

## Звання
- майор державної безпеки (15.10.1941)
- інженер-полковник (23.03.1943)
- комісар державної безпеки (14.04.1945)
- генерал-майор (9.07.1945)

## Нагороди
- Герой Соціалістичної Праці (29.10.1949)
- чотири ордени Леніна (21.02.1942, 16.05.1945, 29.10.1949, 4.01.1954)
- орден Червоного Прапора (30.01.1951)
- орден Трудового Червоного Прапора (14.07.1944)
- орден Червоної Зірки (10.12.1945)
- медаль «За бойові заслуги»
- медаль «За оборону Москви»
- медаль «За оборону Кавказу»
- медаль «За оборону Сталінграда»
- медаль «За оборону Ленінграда»
- медаль «За перемогу над Німеччиною у Великій Вітчизняній війні 1941—1945 рр.» (1945)
- медалі
- знак «Заслужений працівник МВС» (22.12.1947)
- знак «50 років перебування в КПРС» (19.02.1982)
- Сталінська премія І ст. (1951)
- Почесний громадянин Воркути (2008, посмертно)